# NGC 555
NGC 555 é uma galáxia espiral barrada (SB0-a) localizada na direcção da constelação de Cetus. Possui uma declinação de -22° 45' 42" e uma ascensão recta de 1 horas, 27 minutos e 11,7 segundos.
A galáxia NGC 555 foi descoberta em 1886 por Frank Müller.